# Liste von Plattenbaugebieten in Thüringen
Diese Liste enthält die zu DDR-Zeiten errichteten Plattenbau-Wohngebiete (u. a. Großwohnsiedlungen) im heutigen Thüringen. Viele von ihnen entstanden im Zuge der Umsetzung des Wohnungsbauprogramms von 1973.
In Thüringen gibt es in zahlreichen Städten Plattenbaugebiete, oftmals in Orten mit mehr als 5.000 Einwohnern. Entstanden sind diese meist im Zusammenhang mit der Errichtung neuer Kombinate in der Nähe. Heute haben die Plattenbaugebiete besonders in den größeren Städten mit hohen Leerstandsraten zu kämpfen. Seit 1990 wurden vielerorts Maßnahmen zur Wohnumfeldverbesserung ergriffen. Sie beinhalten Sanierung, Abriss und Rückbau. Dennoch sind die Plattenbaugebiete oftmals die sozialen Brennpunkte der Städte.
Die größten Plattenbaugebiete Thüringens sind bzw. waren zu DDR-Zeiten Erfurt-Nord (bis 50.000 Einwohner), Erfurt-Südost (bis 40.000 Einwohner), Jena-Lobeda (bis 35.000 Einwohner), Gera-Lusan (bis 45.000 Einwohner) sowie die großteils aus Plattenbauten bestehende ehemalige Bezirksstadt Suhl (bis 55.000 Einwohner). Damit waren die größten Plattenbaugebiete Thüringens nur halb so groß wie die größten der DDR, die (beispielsweise in Halle-Neustadt) bis zu 100.000 Einwohner fassen konnten. Weitere Orte, die großteils aus Plattenbaugebieten bestehen, sind neben der Stadt Suhl auch Leinefelde, Hermsdorf und Seebach. Dort entstanden die Wohngebiete nach der Gründung großer Industriebetriebe im Ort, in Leinefelde war dies die Kammgarnspinnerei, in Hermsdorf die Keramischen Werke und in Seebach die Uhrenwerke.

Ansichten der Plattenbaugebiete
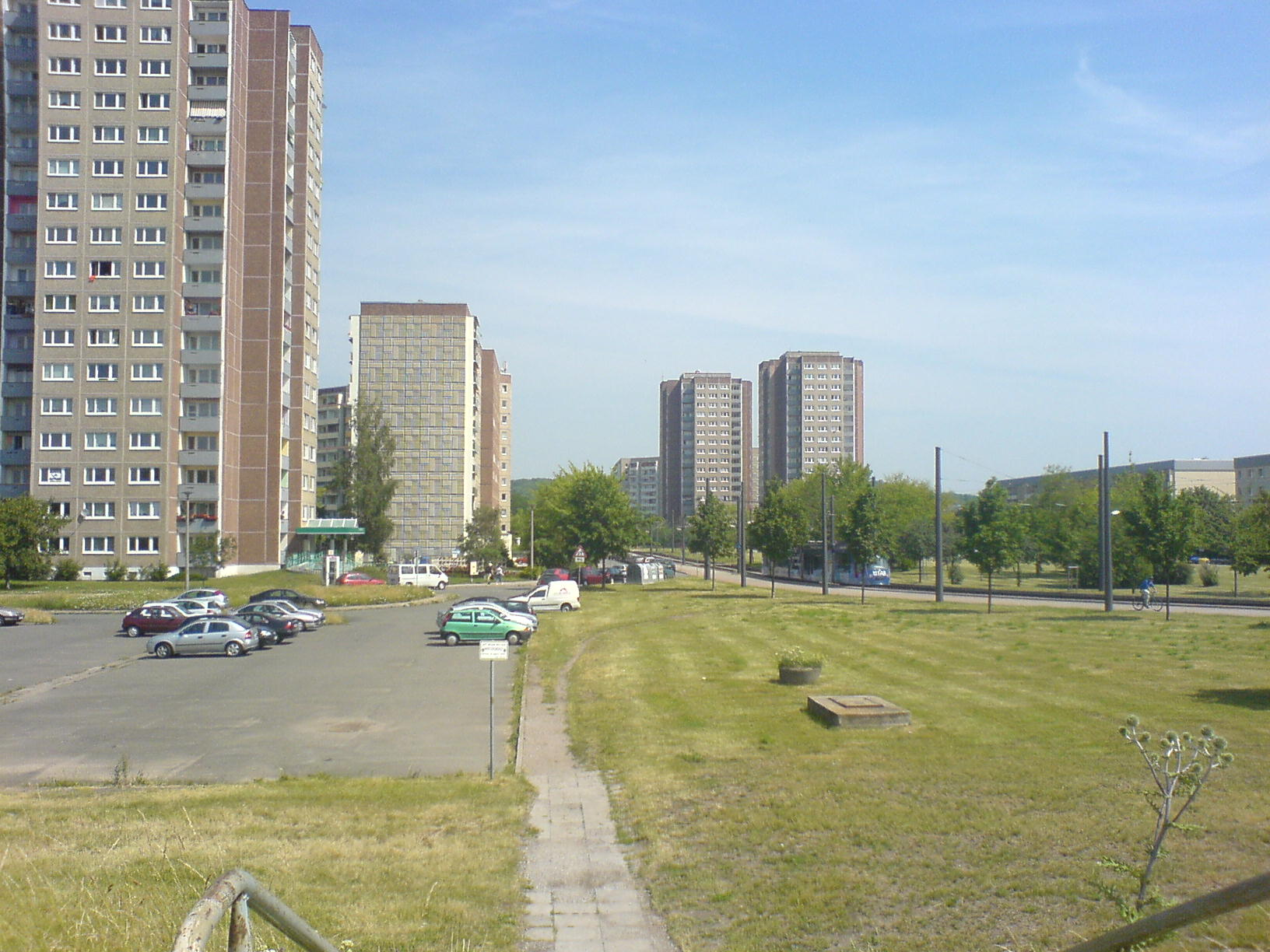
Hochhäuser am Roten Berg, Erfurt
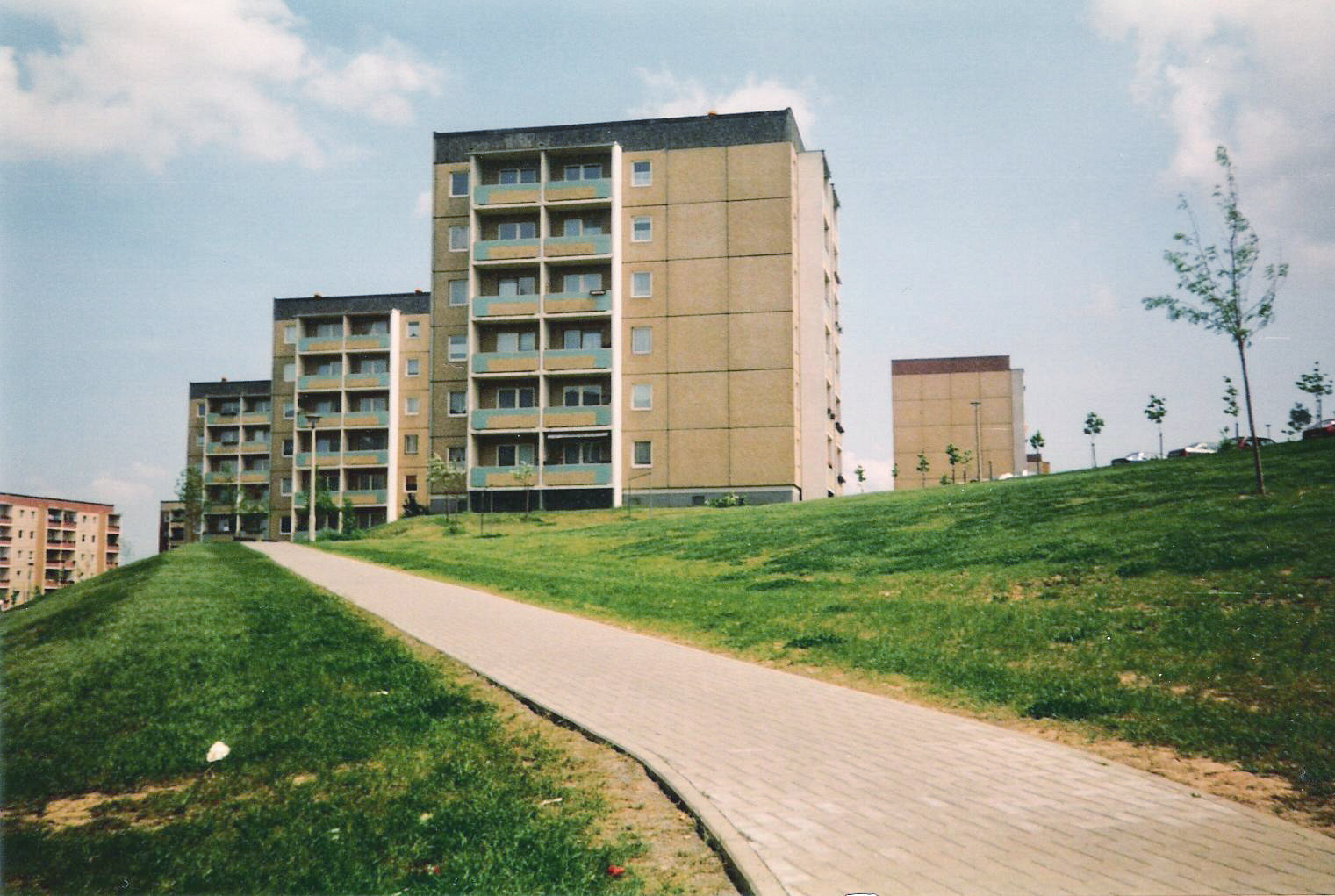
Plattenbauten in Bieblach-Ost, Gera
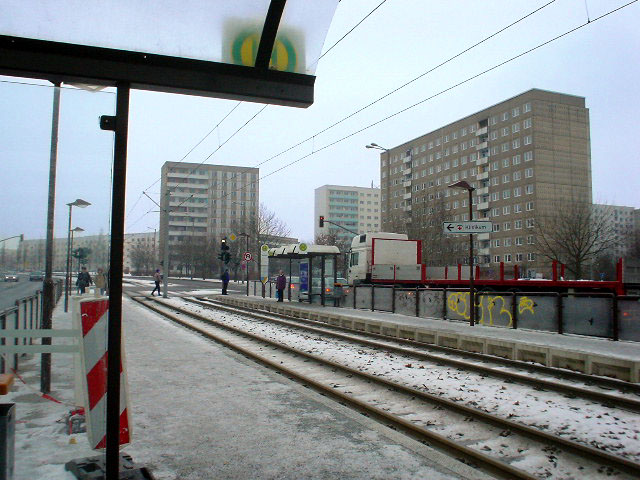
Lobeda-Ost, Jena
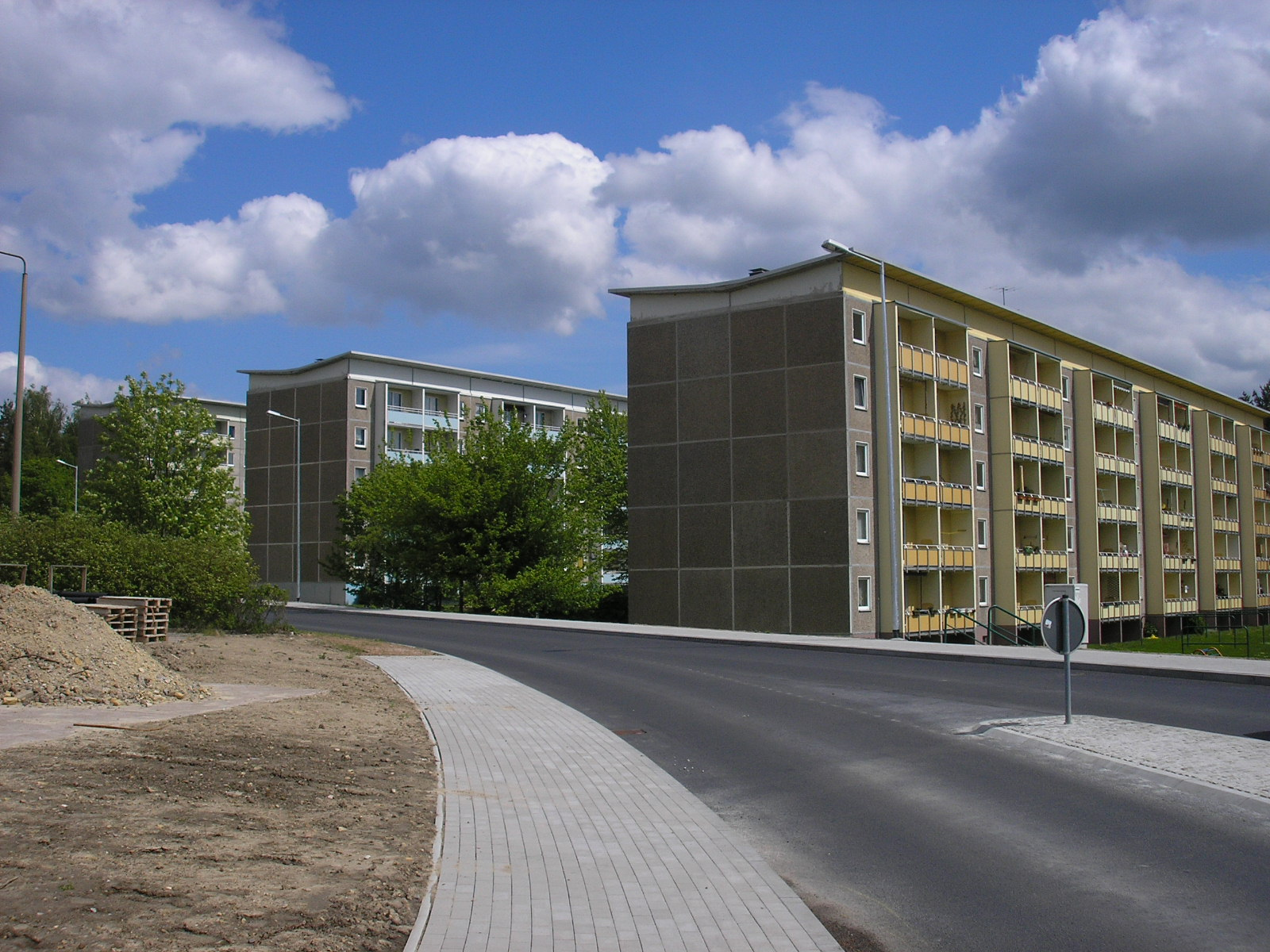
Plattenbauten im Eichicht, Ilmenau
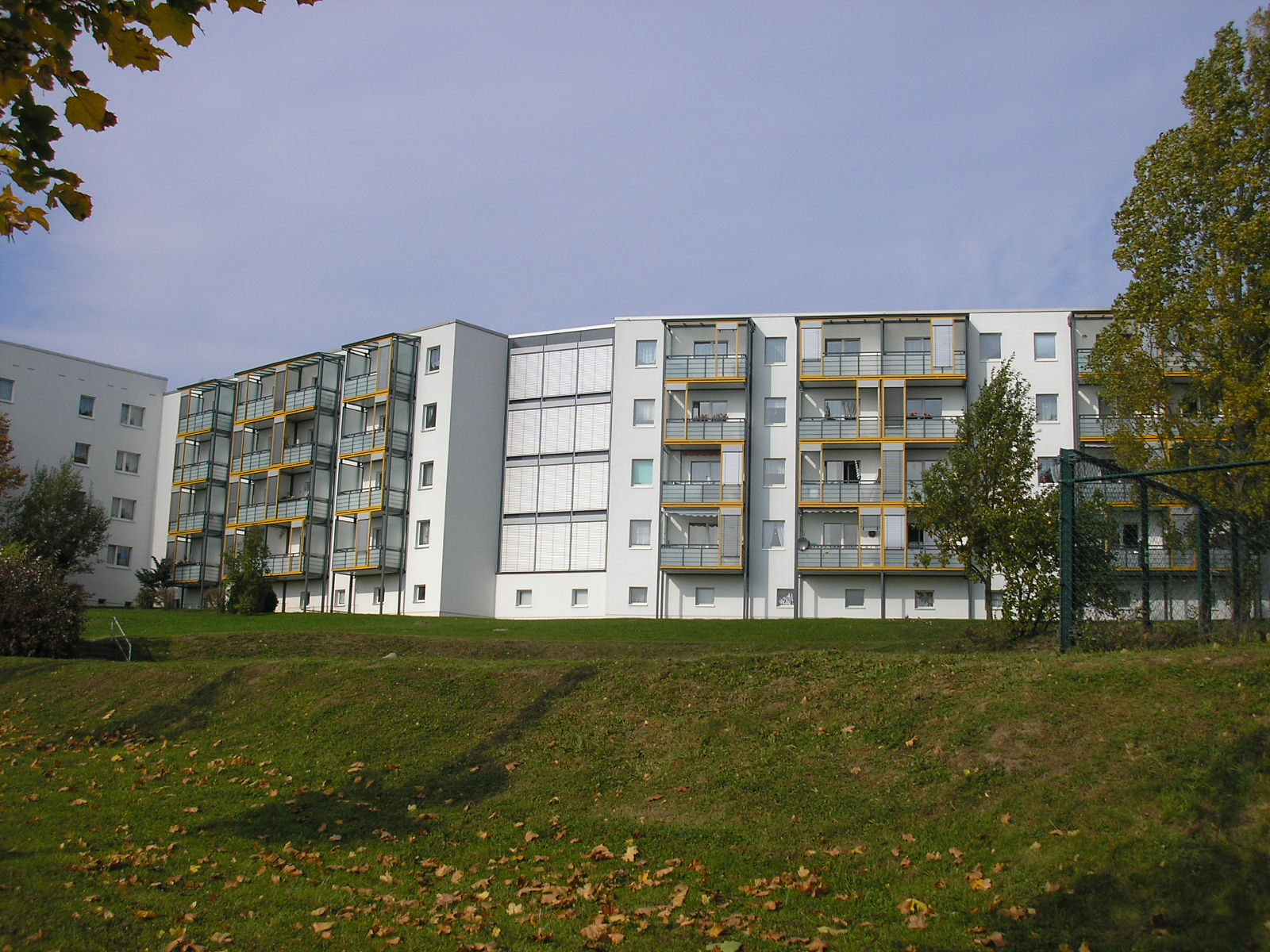
Sanierte und zurückgebaute Plattenbauten auf der Pörlitzer Höhe, Ilmenau
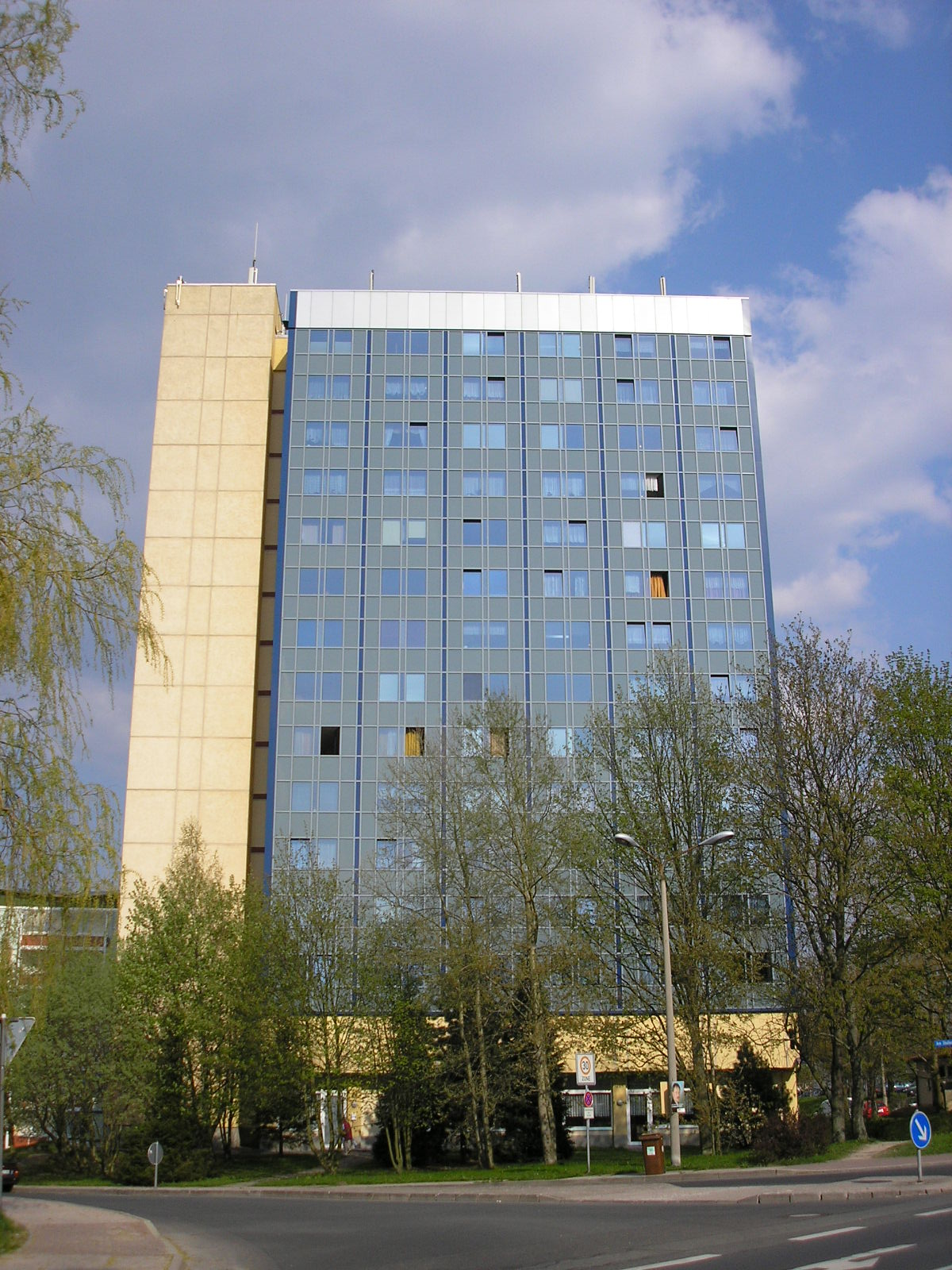
Saniertes Hochhaus, Stollen, Ilmenau
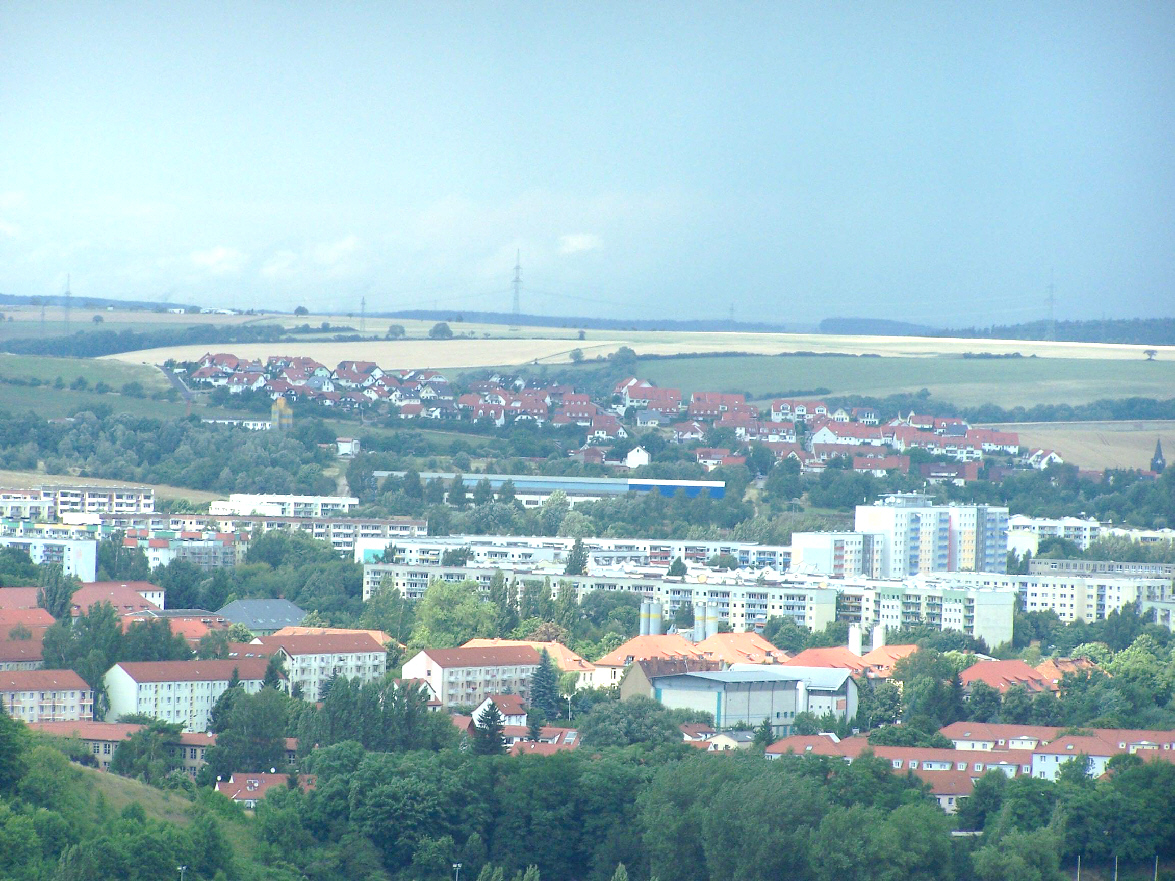
Eisenach Nord
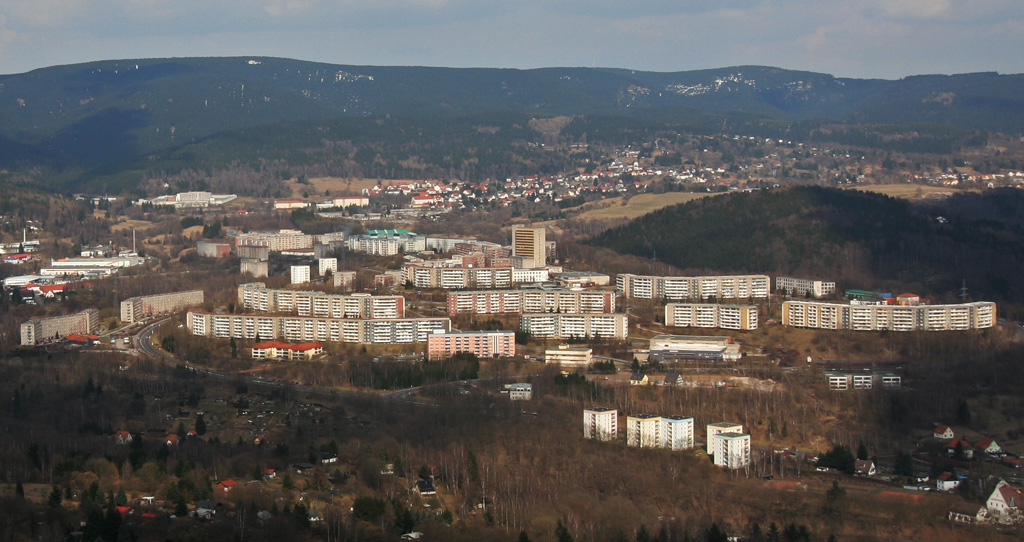
Plattenbaugebiet Suhl-Nord, teilweise abgerissen oder saniert
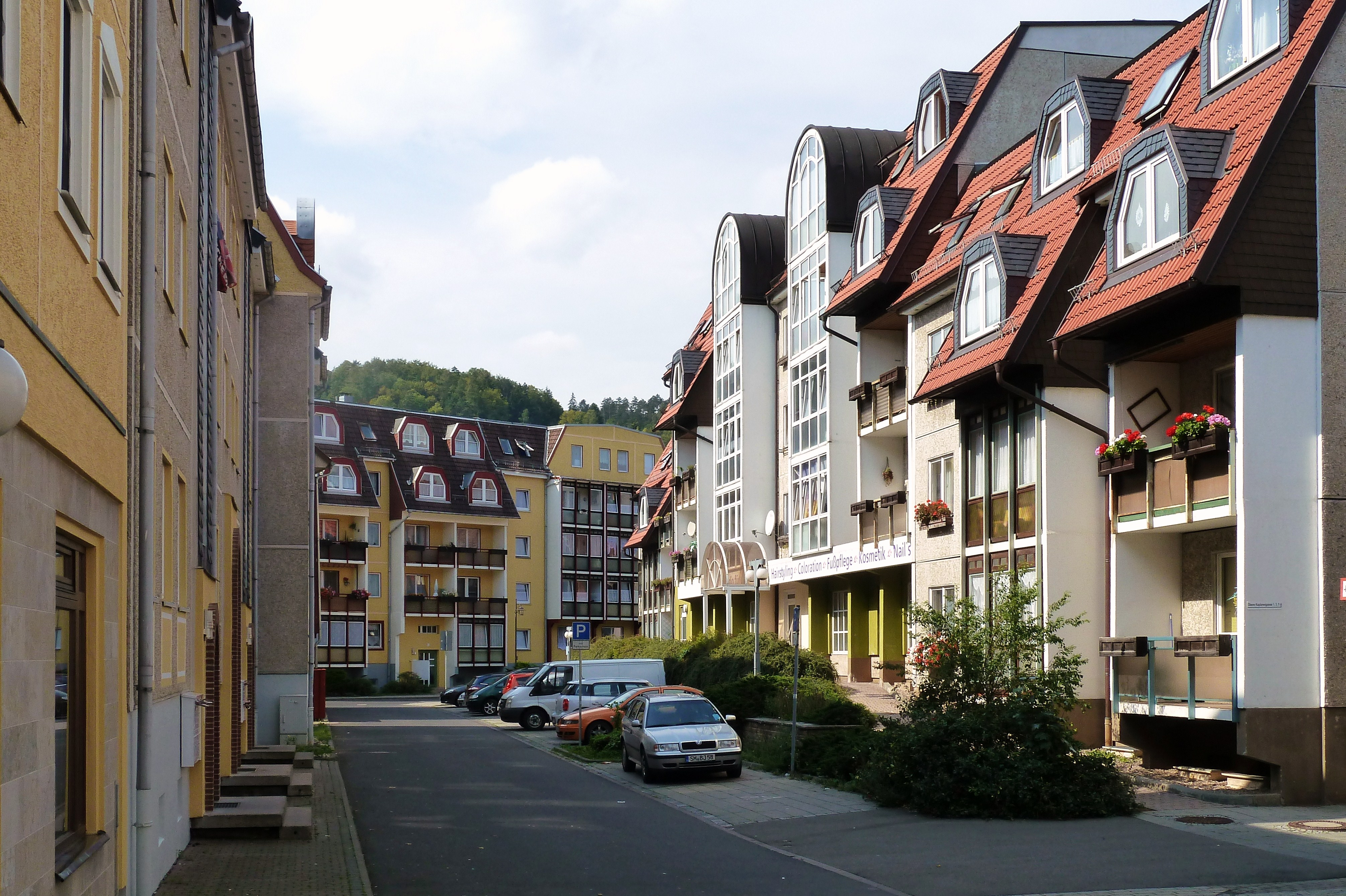
Meiningen – Zentrum/West, der Altstadt angepasste Plattenbauten
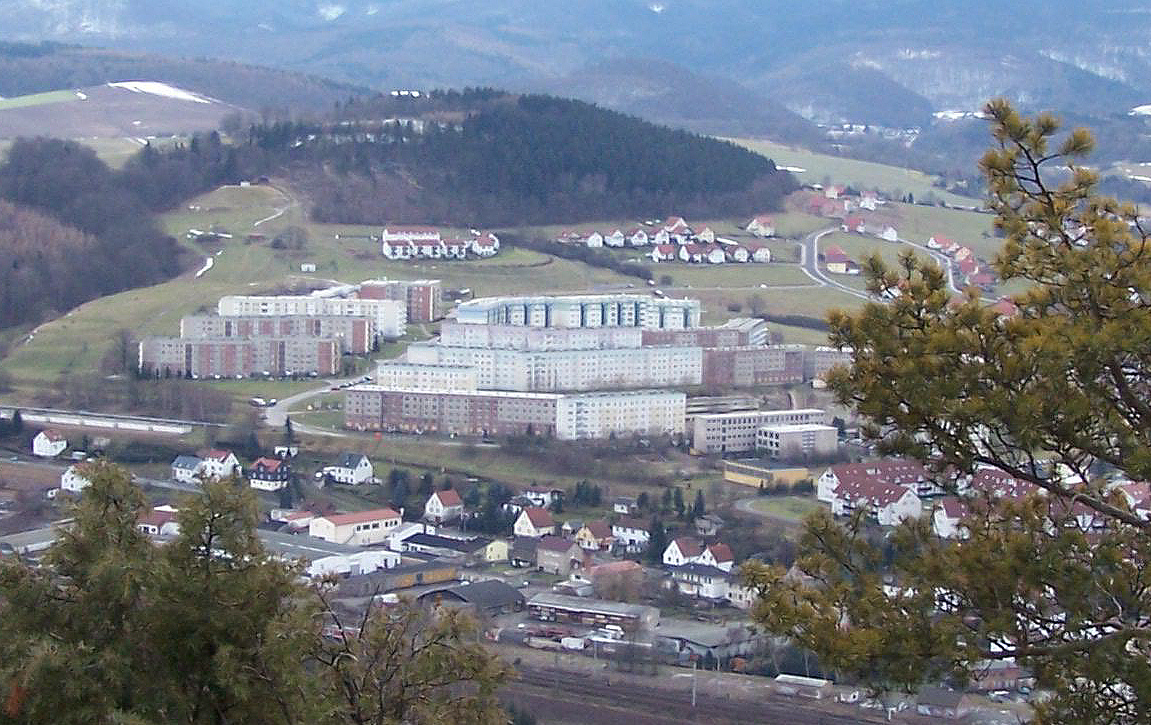
Plattenbausiedlung Wutha-Mölmen (2006) zum Beginn des Stadtsanierungsprojektes
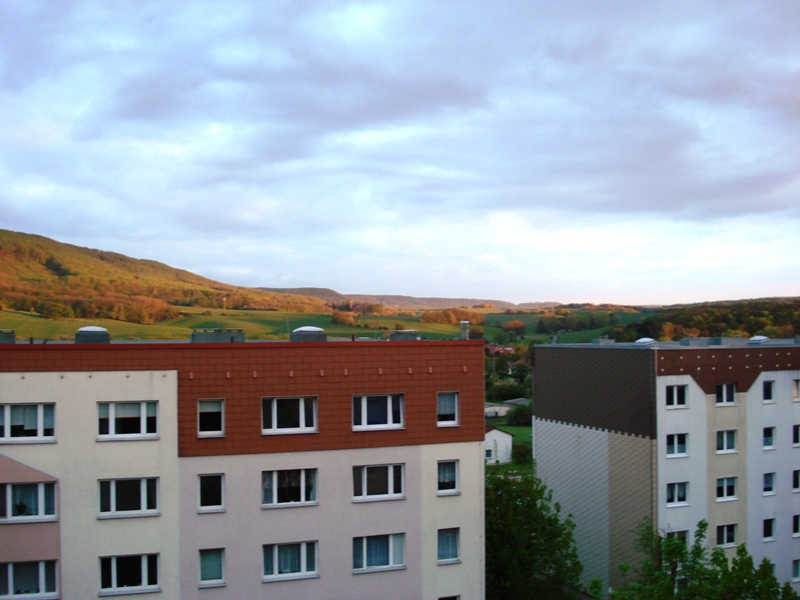
Plattenbausiedlung in der Ernst-Thälmann-Straße in Sollstedt
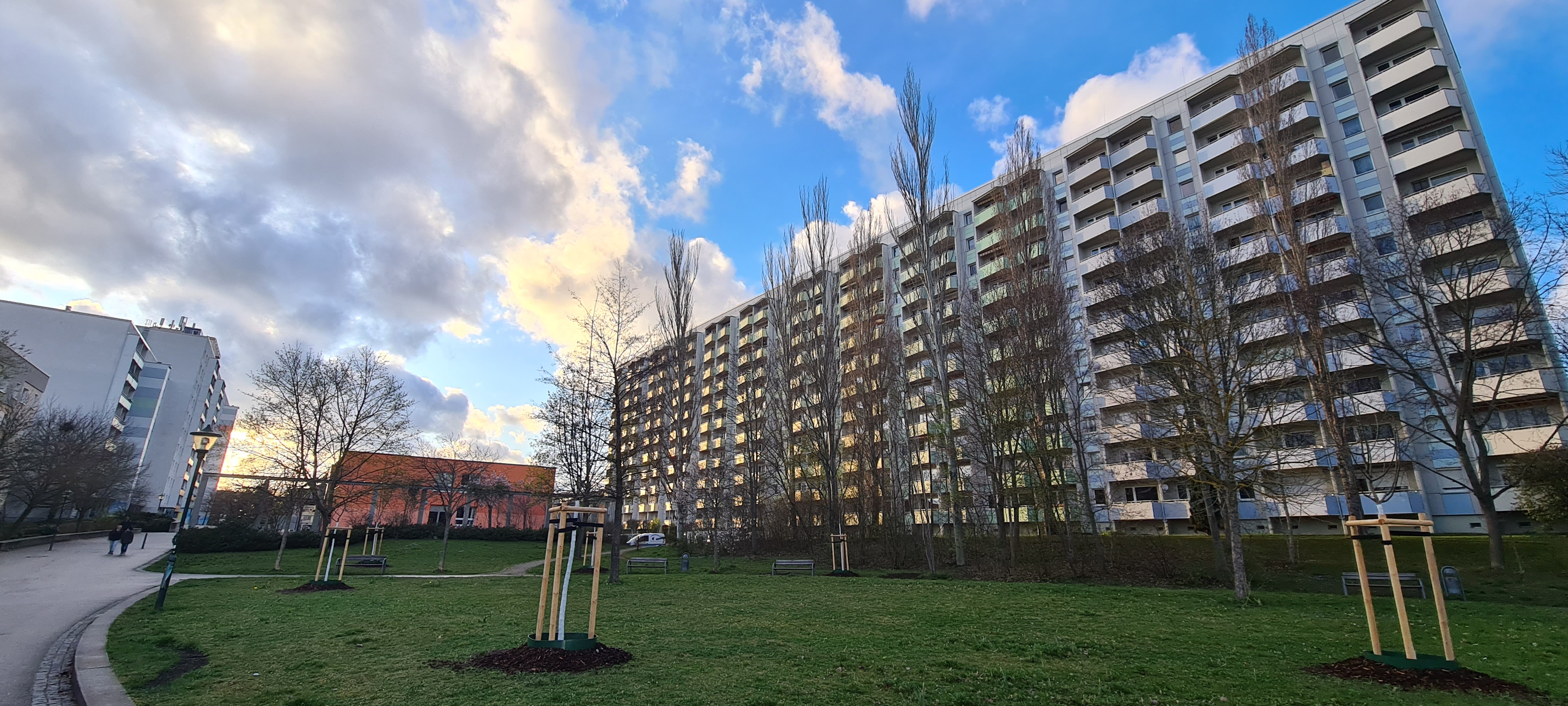
Wohnblocks an der Prager Straße in Weimar-West

## Plattenbaugebiete nach Ort
| Stadt     | Bezeichnung      | Straßenbereich | Baujahr   | Wohneinheiten (bei Erbauung) | Bild |
| --------- | ---------------- | --- | --------- | ---------------------------- | ---- |
| Altenburg | Altenburg-Nord   | - Albert-Levy-Straße - Barlachstraße - Elie-Wiesel-Straße - Ludwig-Hayne-Straße - Otto-Dix-Straße - Siegfried-Flack-Straße - Stauffenbergstraße | 1980–1986 | ca. 6.900                    |      |
| Altenburg | Altenburg-Südost | - Am Stadtwald - Ahornstraße - Buchenring - Eschenstraße - Kastanienstraße - Pappelstraße                                                       | 1972–1976 | ca. 2.500                    |      |
| Apolda    | Apolda-Nord      | - Ernst-Thälmann-Ring - Leutloffstraße | 1971–1979 | ca. 2.300                    |      |
| Apolda    | Apolda-Nord      | - Paul-Schneider-Straße | 1980–1990 | ca. 900                      |      |

- Arnstadt
  - Arnstadt Ost mit Wohnscheibe
  - Arnstadt West
  - Rabenhold
- Bad Berka
  - Blankenhainer Straße (1978/79)
  - Solesmeser Straße (1980/81)
- Bad Frankenhausen
  - Müldenerstraße (West)
- Bad Langensalza
  - Süd (Gutenbergstraße)
  - Nord (Böhmenstraße/Käthe-Kollwitz-Straße)
- Bad Lobenstein
  - Nord
- Bad Salzungen
  - Rhönblick
  - An den Beeten
  - Wohngebiet 101
- Eisenach
  - Eisenach-Nord „Am Kuhgehänge“ (1978–1988, größtes Plattenbaugebiet in Eisenach, Teilrückbau)
  - Ernst-Thälmann-Viertel (Altneubau, 1960er Jahre)
  - Goetheviertel (um 1980)
  - Katharinenstraße (Häuserzeile, um 1985)
  - Stedtfelder Straße (um 1970)
  - Palmental (Zwei Hochhäuser, 1980er)
  - Petersberg (um 1980)
- Eisenberg
  - West (Saasaer Straße, Zeilbäume, Massenteich)
  - Rudolf-Elle-Straße
- Erfurt
  - Johannesplatz (ab 1965)
  - Juri-Gagarin-Ring (Löbertor und Krämpfertor)
  - Huttenplatz (altstadtgerechte Bauweise mit Giebeldach)
  - Erfurt-Nord: Stadtteile Berliner Platz (1978), Moskauer Platz, Rieth (ab 1969) und Roter Berg (ab 1977) mit gemeinsam 27.144 Einwohnern (31. Dez. 2005)
  - Erfurt-Südost: Stadtteile Herrenberg (ab 1979) und Wiesenhügel (ab 1979) sowie die Plattenbaugebiete Drosselberg (ab 1986) und Buchenberg
- Gera
  - Zentrum (ab 1957)
  - An der Scheibe (ab 1957)
  - Bieblach (ab 1965)
  - Lusan (ab 1972)
  - Bieblach-Ost (ab 1986)
- Gotha
  - westlicher Teil der Altstadt
  - Gotha-West
  - Clara-Zetkin-Straße
- Greiz
  - Pohlitz: Gerhart-Hauptmann-Straße, Doktor-Otto-Nuschke-Straße
- Heiligenstadt
  - Liethen
- Hermsdorf
  - nördliche Stadterweiterung
- Ilmenau
  - Ehrenberg (Studentenwohnheime)
  - Stollen (1971–1980)
  - Eichicht (1972)
  - Pörlitzer Höhe (1977–1985)
- Jena
  - (Neu-)Lobeda-West (1968–1975) und -Ost (1971–1989)
  - Winzerla (1963–1978, 1981–1990)
  - Zwätzen (1958–1968, wenige Plattenbauten)
- Kahla
  - Richard-Denner-Straße (Nord)
- Leinefelde (Leinefelde besteht größtenteils aus Plattenbauten, hier wurde das Konzept der „Sozialistischen Stadt“ in Miniatur verwirklicht)
  - südliche Stadterweiterung
- Lucka
  - Süd: Clara-Zetkin-Straße/Bischofsweg
- Meiningen
  - Jerusalem (Utendorfer Straße und Kiliansberg, 1969–1983)
  - Zentrum/West (1988–1991)
- Mühlhausen/Thüringen
  - An der Aue (Wanfrieder Straße, Graßhofstraße)
  - entlang der Unstrut (Am neuen Ufer, An der Unstrut, Feldstraße, Margarethenstraße, Wendewehrstraße)
  - Martiniviertel (Ballongasse, Langensalzaer Straße, Im Kittel, Pfannschmidtstraße)
  - ehemalig: Damaschkestraße (hier steht nur noch die ehemalige Schule, jetzt Wohnpark 'Albert Schweitzer') und Gartenstraße (letzter Komplex jetzt als Alten-/Pflegeheim in Nutzung)
- Neuhaus am Rennweg
  - Schöne Aussicht
  - Kalugaer und Prachatitzer Straße
  - Apelsberg
- Neustadt an der Orla
  - Thomas-Müntzer-Straße
- Nordhausen
  - Stadtzentrum (Rautenstraße, Töpferstraße, Wolfstraße)
  - Frauenberg
  - Nordhausen-Ost (Leimbacher Straße)
  - Nordhausen-West (Bochumer Straße)
  - Nordhausen-Nord (Aueblick, Semmelweisstraße)
- Pößneck
  - Ost: Rosa-Luxemburg-Straße
- Rudolstadt
  - Schwarza
  - Volkstedt
- Saalfeld
  - Gorndorf
- Schleiz
  - Oelschweg
  - Windmühlenweg
- Schmalkalden
  - Am Walperloh
- Schmölln
  - Heimstätte (Süd:Crimmitschauer Straße/Lohnsenstraße)
- Seebach
  - Am Stein (größtenteils rückgebaut)
  - Friedrich-Engels-Ring
  - Neue Straße (zwei Hochhäuser, zurückgebaut)
  - Wirtsgasse
- Sömmerda
  - Ost (Frohndorfer Straße)
  - Süd (Thomas-Müntzer-Straße)
- Sollstedt
  - Ernst-Thälmann-Straße
  - Heidenroder Straße
- Sondershausen
  - Süd (Borntalstraße)
  - Ost (Crucisstraße, Hasenholzweg, Straße des Friedens)
- Sonneberg
  - Wolkenrasen (grenznahstes Wohngebiet der DDR, nur wenige hundert Meter von der Innerdeutschen Grenze entfernt)
- Stadtroda
  - Burgblick
- Suhl
  - Suhl-Nord (Die 3000 Wohnungen sollen bis 2025 komplett abgerissen werden.)
  - Aue I und Aue II
  - Döllberg
  - Friedberg
  - Leninring (Am Himmelreich)
  - Suhl-Zentrum
- Waltershausen
  - Ibenhain
- Weida
  - Frohe Zukunft
- Weimar
  - Weimar besitzt die drei großen Plattenbausiedlungen Weimar-West, Weimar-Nord und Schöndorf-Waldstadt, die außerhalb des ursprünglichen Stadtgebiets liegen. Daneben gibt es an verschiedenen Stellen im Stadtgebiet kleinere Einheiten von bis zu 20 Wohnblocks. Alle wurden bis 2020 überwiegend saniert.
  - Weimar-Altstadt (Einzelbauten zwischen Marktstraße und Rittergasse)
  - Weimar-Nord (teilweise unsaniert, vom historischen Stadtgebiet durch die Bahnlinie und ein Gewerbegebiet getrennt)
  - Weimar-West (vom historischen Stadtgebiet durch eine Bahnlinie und Gewerbeflächen getrennt)
  - Teile Oberweimars (insbesondere um den Diesterweg, größtenteils saniert)
  - Weimar-Südviertel (insbesondere um die südliche Shakespeare-, die Allende-, Neruda- und Gutenbergstraße, größtenteils saniert)
  - Merketal
  - Schöndorf-Waldstadt, etwas außerhalb der Stadt Weimar gelegen
- Wutha-Farnroda
  - Mölmen (ab 1984, 1990 Weiterbau gestoppt, inzwischen zu großen Teilen zurückgebaut)
- Zella-Mehlis
  - Mehliser Struth
- Zeulenroda-Triebes
  - Zeulenroda-Nord: Otto-Grotewohl-Ring, Stadtbachring, Straße der DSF
  - Zeulenroda-West: Schleizer Straße/Doktor-Otto-Nuschke-Straße

### Abrisse von Plattenbauten
| Stadt     | Bereich               | Jahr      | Wohneinheiten |
| --------- | --------------------- | --------- | ------------- |
| Altenburg | Altenburg-Nord        | seit 2002 | > 2.000       |
| Apolda    | Paul-Schneider-Straße | 2005–2007 | > 750         |
| Apolda    | Ernst-Thälmann-Ring   | 2008–2011 | > 250         |

## Einwohnerentwicklung der Plattenbaugebiete in den kreisfreien Städten seit 1990

### Erfurt
Datenquelle: Thüringer Landesanstalt für Umwelt und Geologie
| Plattenbaugebiet | Einwohner (31. Dez. 1990) | Einwohner (31. Dez. 2007) | Rückgang gesamt (%) | Rückgang pro Jahr (%) |
| ---------------- | ------------------------- | ------------------------- | ------------------- | --------------------- |
| Berliner Platz   | 8.473                     | 5.839                     | −31,09              | −1,83                 |
| Herrenberg       | 15.282                    | 7.634                     | −50,05              | −2,94                 |
| Johannesplatz    | 7.499                     | 5.171                     | −31,04              | −1,83                 |
| Moskauer Platz   | 14.489                    | 8.066                     | −44,33              | −2,61                 |
| Rieth            | 9.391                     | 5.771                     | −38,55              | −2,27                 |
| Roter Berg       | 13.093                    | 5.883                     | −55,07              | −3,24                 |
| Wiesenhügel      | 9.973                     | 5.716                     | −42,69              | −2,51                 |

### Jena
Datenquellen: Thüringer Landesanstalt für Umwelt und Geologie, Melderegister Stadt Jena (ab 2007)
| Plattenbaugebiet         | Einwohner (31. Dez. 1994) | Einwohner (31. Dez. 2007) | Einwohner (31. Dez. 2014) | Rückgang gesamt (%) | Rückgang pro Jahr (%) |
| ------------------------ | ------------------------- | ------------------------- | ------------------------- | ------------------- | --------------------- |
| Lobeda-West              | 11.796                    | 9.117                     | 9.724                     | −17,57              | −0,89                 |
| Lobeda-Ost               | 10.898                    | 5.684                     | 5.774                     | −47,02              | −2,35                 |
| Drackendorf / Lobeda-Ost | 8.413                     | 6.569                     | 6.367                     | −24,32              | −1,22                 |
| Winzerla                 | 14.549                    | 11.088                    | 10.460                    | −28,11              | −1,41                 |

### Gera
Datenquelle: Thüringer Landesanstalt für Umwelt und Geologie
| Plattenbaugebiet | Einwohner (31. Dez. 1997) | Einwohner (31. Dez. 2007) | Rückgang gesamt (%) | Rückgang pro Jahr (%) |
| ---------------- | ------------------------- | ------------------------- | ------------------- | --------------------- |
| Bieblach-Ost     | 10.251                    | 6.019                     | −41,28              | −4,13                 |
| Bieblach/Tinz    | 10.079                    | 7.432                     | −26,27              | −2,63                 |
| Lusan-Brüte      | 15.966                    | 9.354                     | −41,41              | −4,14                 |
| Lusan-Laune      | 11.334                    | 8.449                     | −25,45              | −2,55                 |
| Lusan-Zentrum    | 8.528                     | 5.675                     | −33,45              | −3,35                 |

### Weimar
Datenquelle: Thüringer Landesanstalt für Umwelt und Geologie
| Plattenbaugebiet   | Einwohner (31. Dez. 1990) | Einwohner (31. Dez. 2007) | Rückgang gesamt (%) | Rückgang pro Jahr (%) |
| ------------------ | ------------------------- | ------------------------- | ------------------- | --------------------- |
| Nordstadt (teilw.) | 4.999                     | 5.415                     | +8,32               | +0,49                 |
| Schöndorf (teilw.) | 4.194                     | 4.629                     | +10,37              | +0,61                 |
| Weststadt          | 8.166                     | 5.510                     | −32,53              | −1,91                 |

### Suhl
Datenquelle: Thüringer Landesanstalt für Umwelt und Geologie
| Plattenbaugebiet          | Einwohner (31. Dez. 1994) | Einwohner (31. Dez. 2007) | Rückgang gesamt (%) | Rückgang pro Jahr (%) |
| ------------------------- | ------------------------- | ------------------------- | ------------------- | --------------------- |
| Aue (teilw.)              | 5.834                     | 3.694                     | −36,68              | −2,82                 |
| Döllberg (teilw.)         | 2.653                     | 2.574                     | −2,98               | −0,23                 |
| Friedberg (teilw.)        | 1.872                     | 1.486                     | −20,62              | −1,59                 |
| Ilmenauer Straße (teilw.) | 11.081                    | 7.111                     | −35,83              | −2,76                 |
| Nord                      | 14.075                    | 6.022                     | −57,21              | −4,40                 |

### Eisenach
Für Eisenach liegen keine Daten vor.